# 塗鴉聊天室
PaintChat通常被翻譯為繪圖聊天室或塗鴉聊天室、圖聊，為網路上的繪圖同好者社群，功能類似通訊軟體中的電子白板，可以邊聊天並同步繪圖。通常繪圖聊天室不需額外安裝軟體，除部分採取會員制的社群外任何人皆可任意加入。
由於主要用途為繪圖同好間的交流，所以電子白板的繪圖功能強大，聊天功能相對陽春。參與的使用者共同使用畫布創作，並透過文字視窗即時溝通，通常參予者間會彼此合作創作相同主題的作品，在互動良好的社群中，成員往往可以經由彼此間的討論與觀摩提升創作技巧。

## 外部連結
日本
- しぃ堂 Shi-dow
- 無料レンタル「タカミンお絵描きチャット」 （页面存档备份，存于）

中文
- Amigo PaintChat
- Vovo2000.Com PaintChat （页面存档备份，存于）
- 心界小站繪圖聊天室一板[永久]
- 心界小站繪圖聊天室二板